# École centrale de Marseille
L'École Centrale de Marseille è un'università pubblica con sede a Marsiglia, la seconda città della Francia per numero di abitanti.
Nasce ufficialmente nel 2006 e affonda le proprie radici nella Scuola degli Ingegneri di Marsiglia (École d'ingénieurs de Marseille), fondata nel 1890.
Al suo interno vengono erogati corsi di ingegneria di durata triennale, che dal 1º settembre 2018 sono accreditati per rilasciare un diploma di ingegnere, legalmente riconosciuto a livello nazionale..
Appartiene al sistema delle Central Grande École, unitamente a quelle di Parigi, Lione, Lille, Nantes e Beijing, che a loro volta sono membri della rete interuniversitaria Top Industrial Managers for Europe.
È uno dei 50 soggetti di diritto pubblico francesi ad essere qualificato come ente pubblico a carattere scientifico, culturale e professionale (établissement public à caractère scientifique, culturel et professionnel, EPSCP), fatto che secondo il Codice dell'Educazione conferisce la personalità giuridica, la facoltà di creare fondazioni universitarie titolari e beneficiarie della donazione di immobili, e un'ampia autonomia didattica, amministrativa, gestionale, finanziaria e patrimoniale.
L'ammissione avviene in base ad un test selettivo, per il quale gli studenti frequentano un corso pubblico e intensivo di matematica e fisica durante gli ultimi due o tre anni del liceo, noto come prépa.
La rete degli ex studenti conta 14.000 membri.

## Storia

### XIX secolo
Agli inizi del XIX secolo la Camera di commercio di Marsiglia rilevò che la fiorente industria regionale aveva l'esigenza di un elevato numero di nuovi ingegneri meccanici. In un primo tempo, ricevette le sovvenzioni per fondare una Scuola di Arti e mestieri a Aix-en-Provence nel 1943, in grado di coprire e necessità occupazionali della città marittima.
Si decise di creare un corso di formazione per ingegneri da occuparsi nelle attività portuali, secondo gli interessi economici rappresentati dalla Camera di Commercio, e sotto la supervisione del corpo tecnico interministeriale degli Ingegneri dei ponti, delle acque e delle foreste, con sede a Parigi.
Sotto l'impulso di un Comitato per l'Istruzione Superiore guidato dall'allora sindaco di Marsiglia, Félix Baret, viene fondata la scuola da Jules Macé de Lepinay, professore di fisica presso la Facoltà di Scienze di Marsiglia, Ernest Marguery, avvocato, vice sindaco di Marsiglia, e Louis Ostrowsky.
Il 12 settembre 1891 fu decisa l'apertura di una scuola tecnica superiore per formare gli ingegneri di tutti i rami dell'industria. Ostrowsky divenne il primo preside e il programma iniziale ricalcò quello dell'École Centrale di Parigi, dove aveva insegnato come ingegnere delle arti e delle manifatture. La scuola fu subito aperta ai baccellieri.

### XX secolo
Nel 1972 nella municipalità di Marsiglia furono unificati i seguenti istituti nella Scuola Superiore degli Ingegneri di Marsiglia:
- Scuola Ingegneri (École d'Ingénieurs de Marseille, EIM), fondata nel 1891;
- Scuola d'Elettricità Industriale (École d'Électricité Industrielle de Marseille, EEIM), fondata nel 1907;
- Scuola di Radioelettrica ed Elettronica di Marsiglia (École de Radioélectricité et d'Électronique de Marseille, EREM), fondata nel 1942).

### XXI secolo
Nel 2003 nacque la Scuola Generalista degli Ingegneri di Marsiglia (École Généraliste d'Ingénieurs de Marseille, EGIM) dalla fusione di:
- la Scuola Nazionale Superiore di Fisica (École Nationale Supérieure de Physique de Marseille, ENSPM), fondata a Marsiglia nel 1959.
- la Scuola Nazionale Superiore di Sintesi dei Processi e d'Ingegneria Chimica (École nationale supérieure de synthèses, procédés et ingénierie chimiques d'Aix-Marseille, ENSSPICAM]), fondata nel 1989 ad Aix-en-Provence e Marsiglia, e risultante dalla fusione della Scuola Superiore di Chimica di Marsiglia  (École Supérieure de Chimie de Marseille, ESCM, fondata nel 1909) con la Scuola Superiore di Ingegneria, Petrolchimica e Sintesi Organica Industriale (École Supérieure d'Ingénierie, de Pétrochimie et de Synthèse Organique Industrielle, ESIPSOI, fondata nel 1959).
- la Scuola Superiore di Meccanica (École Supérieure de Mécanique de Marseille, ESM2), fondata a Marsiglia nel 1991.

L'EGIM fu affiancato nel 2004 dalla Scuola Superiore degli Ingegneri di Marsiglia (École Supérieure d'Ingénieurs de Marseille, ESIM), finché il 27 settembre 2006 fu ufficialmente costituita l'École centrale de Marseille.

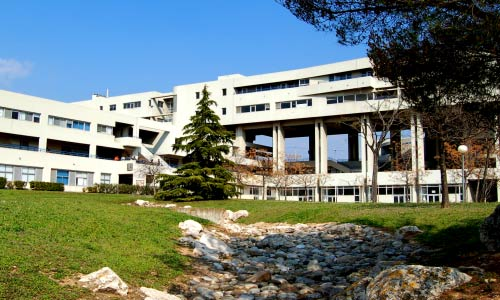
Locali attuale della Centrale Marseille, all'interno della Tecnopoli di Château-Gombert

Nel 2010 l'École centrale Marseille e lo IAE di Aix-en-Provence firmarono un'intesa per creare un polo d'eccellenza scientifica e manageriale nella regione PACA.
Lo stesso anno entrò a far parte della Central Foundation Initiatives e, sotto l'egida della Fondazione di Francia, furono aperte anche le Scuole Centrali di Lille e l'Nantes, con le quali venne fondato il Centro per l'Innovazione (Centrale Innovation), una joint venture nata con lo scopo di promuovere la ricerca.
Due anni più tardi fu attivato un MBA in "Complessità, innovazione e gestione dei rischi" in collaborazione con l'Euromed Institute..
Il 23 febbraio 2016 fu creato il raggruppamento "Aix-Marseille-Provence-Méditerranée". che, nella forma giuridica di un'associazione di siti, riunì l'Università d’Aix-Marseille, l'École centrale de Marseille, Istituto di Studi Politici di Aix-en-Provence, l'Università di Tolosa e l'Università di Avignone. Le competenze condivise riguardano: l'offerta di formativa, la qualità della didattica, l'imprenditorialità degli studenti, la politica scientifica, la formazione di dottorato, la vita degli studenti, la valorizzazione del sito, la gestione del personale e i processi secondari quali sistemi informativi, politica degli acquisti e gestione archivistica e documentale.

## Didattica
Gli indirizzi di studio disponibili sono cinque:
- Ingegneria meccanica;
- Ingegneria chimica;
- Fisica, ottica e ingegneria elettrica;
- Finanza e Business Administration;
- Matematica e informatica.

Gli studenti possono completare l'ultimo anno in una delle Central Grande École francesi oppure in un'università straniera del TIME, fra le seguenti: Università tecnica di Monaco, Università di Cranfield (Regno Unito), Istituto reale di tecnologia (Svezia), Università di San Paolo (Brasile), Università Statale della Pennsylvania (USA), Università di Waterloo (Canada), Università Keio (Giappone) oppure l'Università del Cile.

## Ricerca
L'École centrale de Marseille e l'Università di Aix-Marseille gestiscono otto laboratori di ricerca:
- Laboratorio di meccanica e acustica[11] (Laboratoire de Mécanique et d'Acoustique)
- Istituto Fresnel per l'ottica, fotonica ed elaborazione dei segnali[12]
- Istituto di ricerca per i fenomeni di non-equilibrio[13] (Institut de Recherche sur les Phénomènes Hors Équilibre)
- Istituto di scienze molecolari di Marsiglia[14] (Institut des sciences moléculaires de Marseille)
- Modellazione meccanica e processi puliti[15] (Mécanique Modélisation et Procédés Propres)
- Gruppo di Ricerca nell'economia quantitativa[16] (Groupe de Recherche en Économie Quantitative)
- Laboratorio di analisi, topologia e probabilità[17] (Laboratoire d’Analyse, Topologie, Probabilités)
- Laboratorio di scienza informatica fondamentale[18] (Laboratoire d’Informatique Fondamentale)